# آرامگاه
آرامگاه، به معنی مرقد، مدفن، مزار یا مقبره است. مرقد به معنای محل دفن نیز هست؛ بر مبنای تشیع: به مدفن امامان، علماء و شهیدان گفته می‌شود؛ همچنین، بقعه دارای نام‌های دیگری هم هست؛ همانند: مضجع، مزار، آستان و تربت.

## نگارخانه

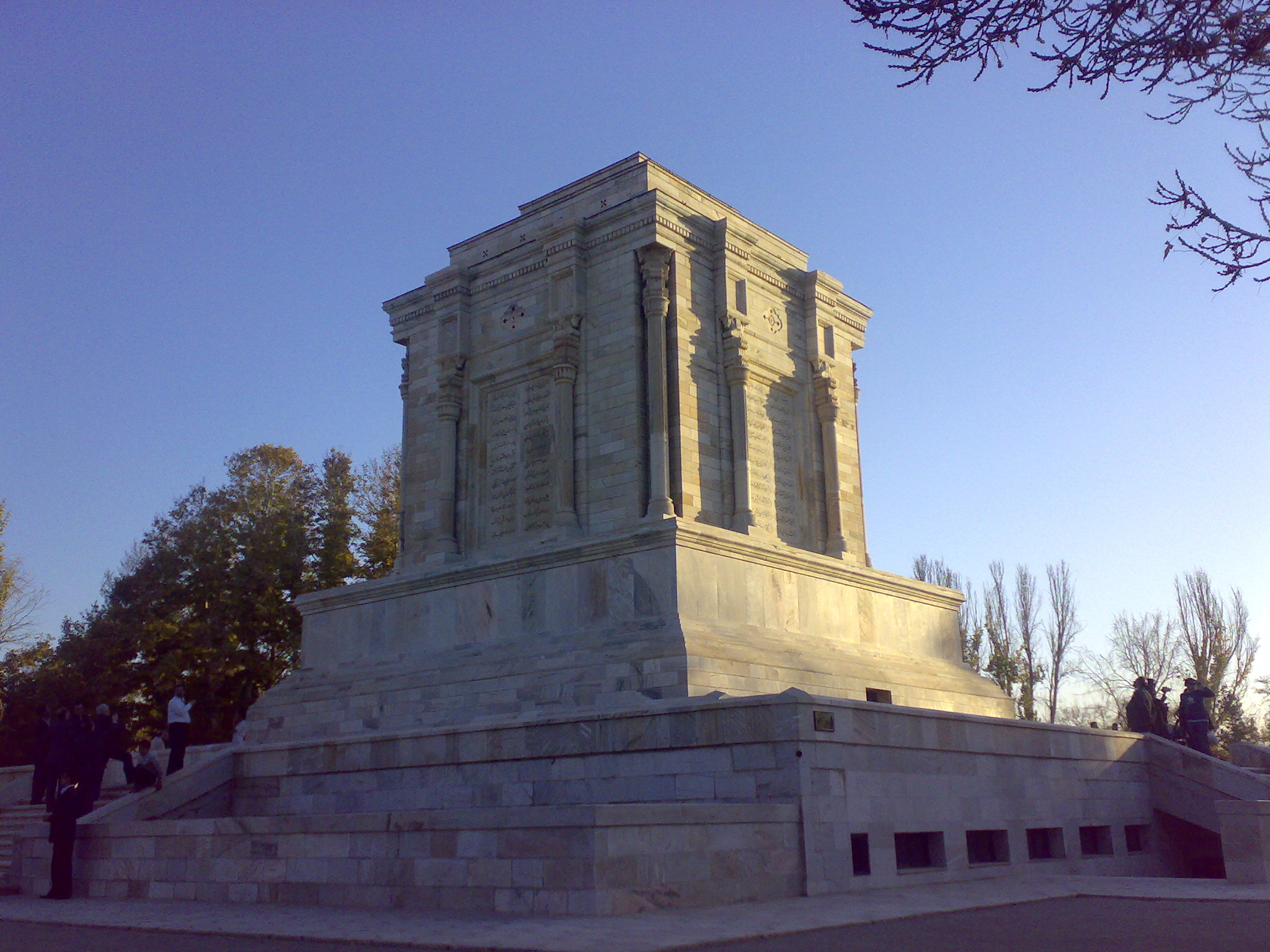
آرامگاه فردوسی
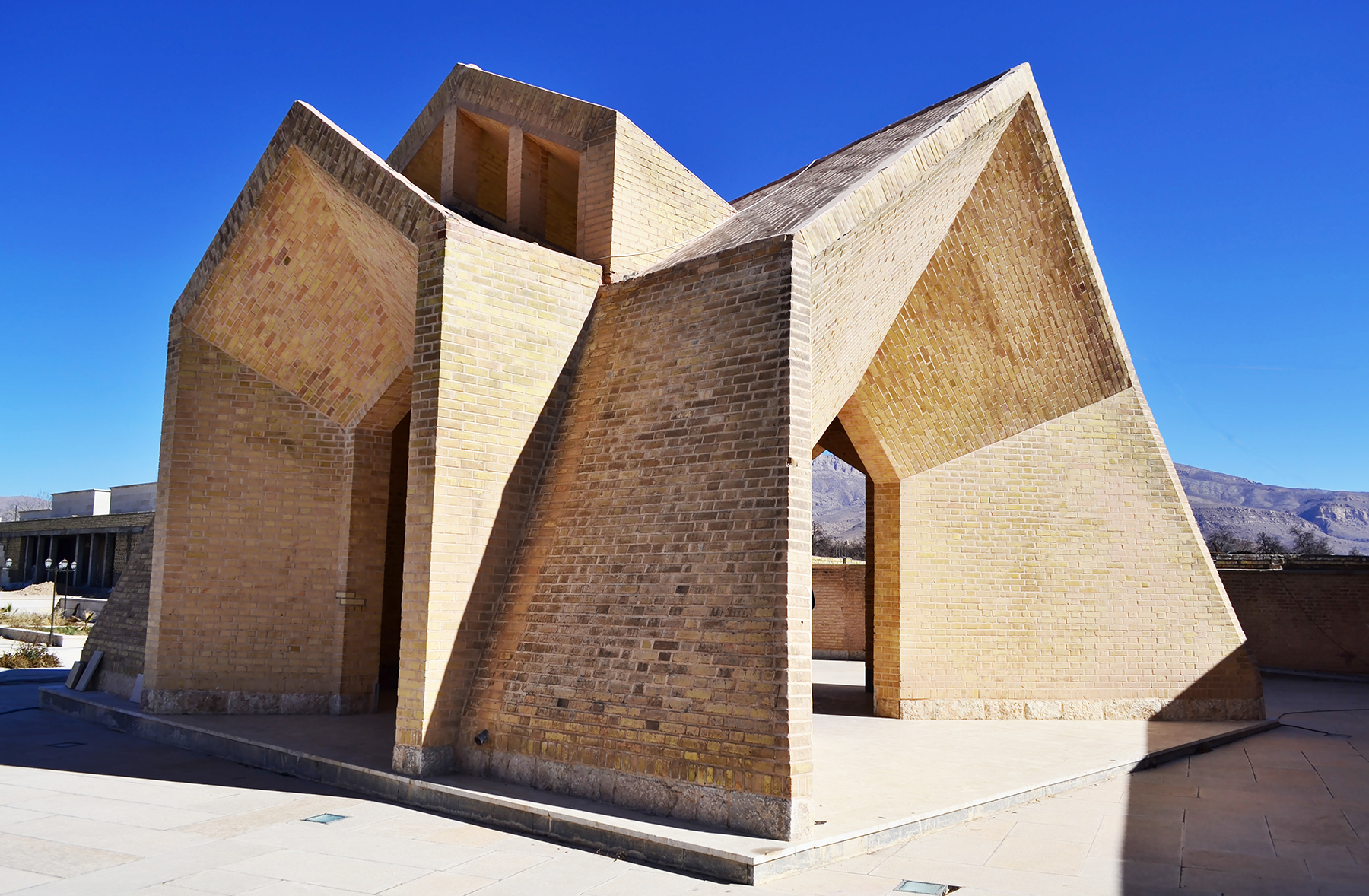
آرامگاه احمد نیریزی
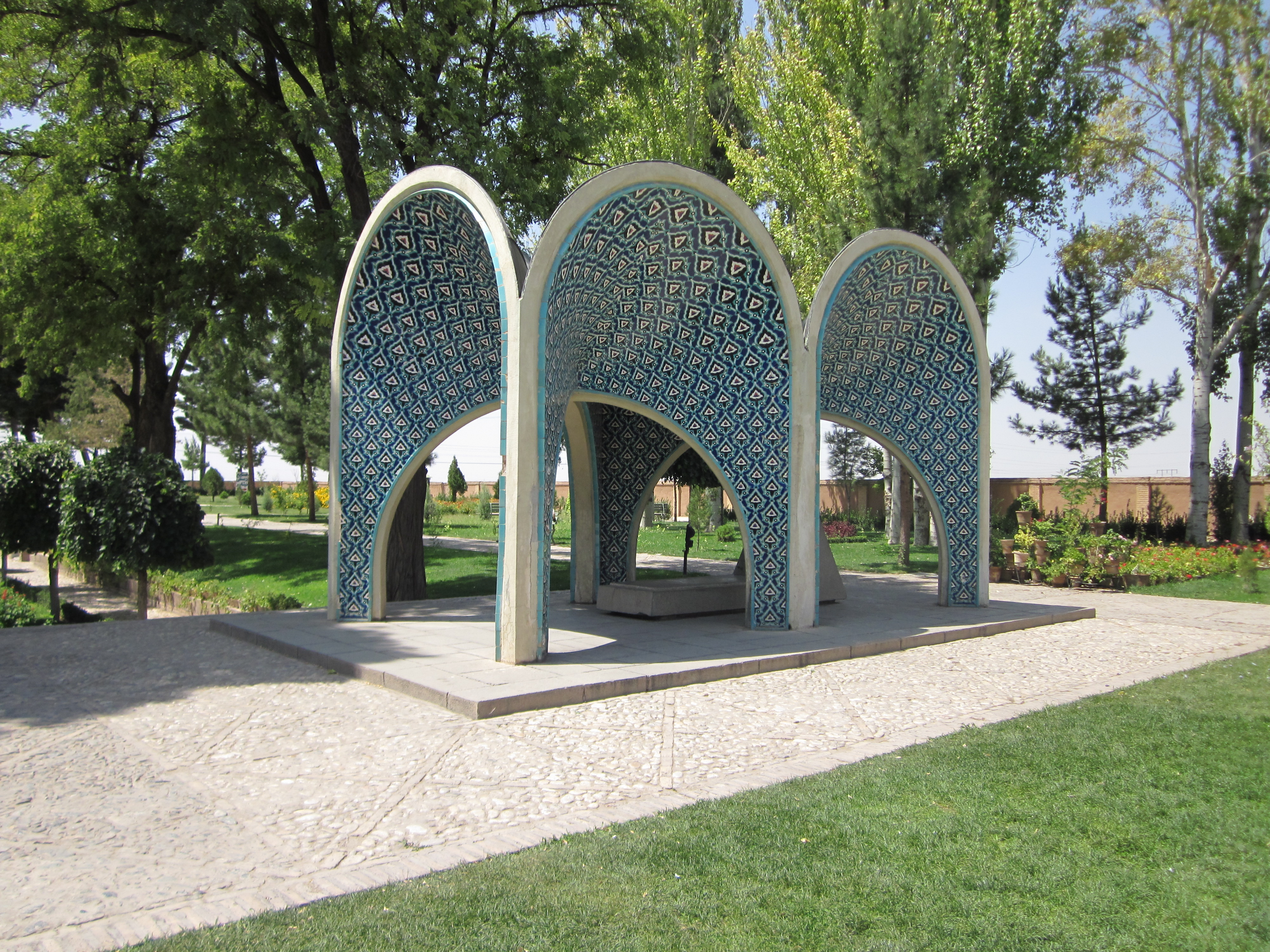
آرامگاه کمال‌الملک
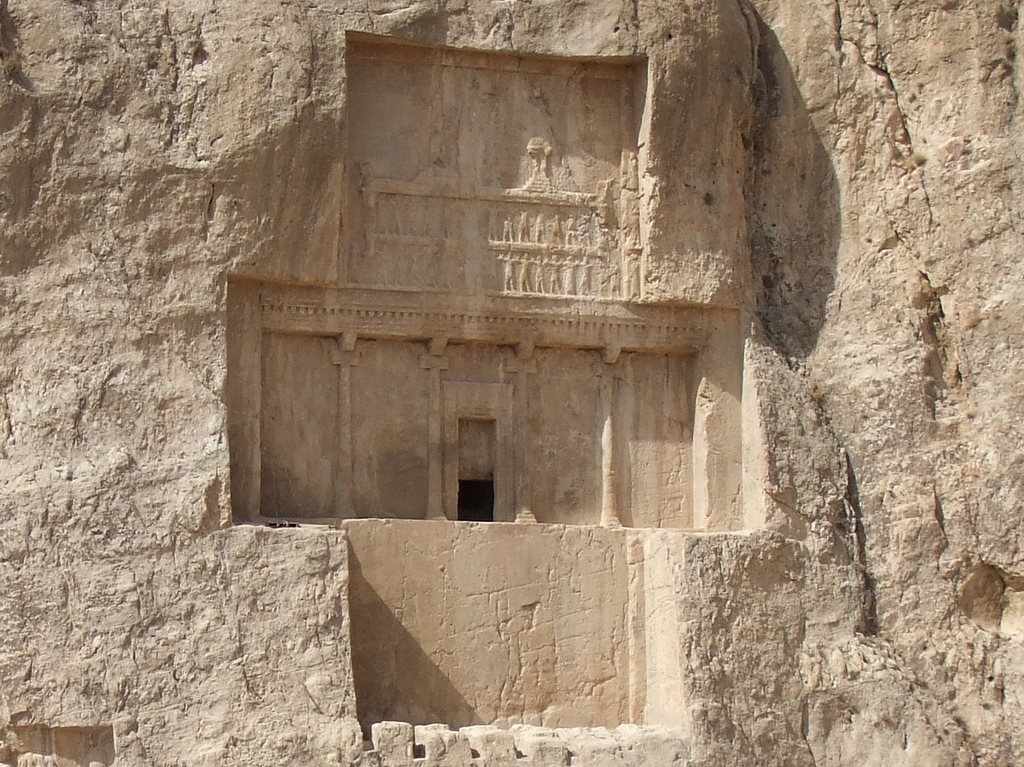
آرامگاه داریوش بزرگ
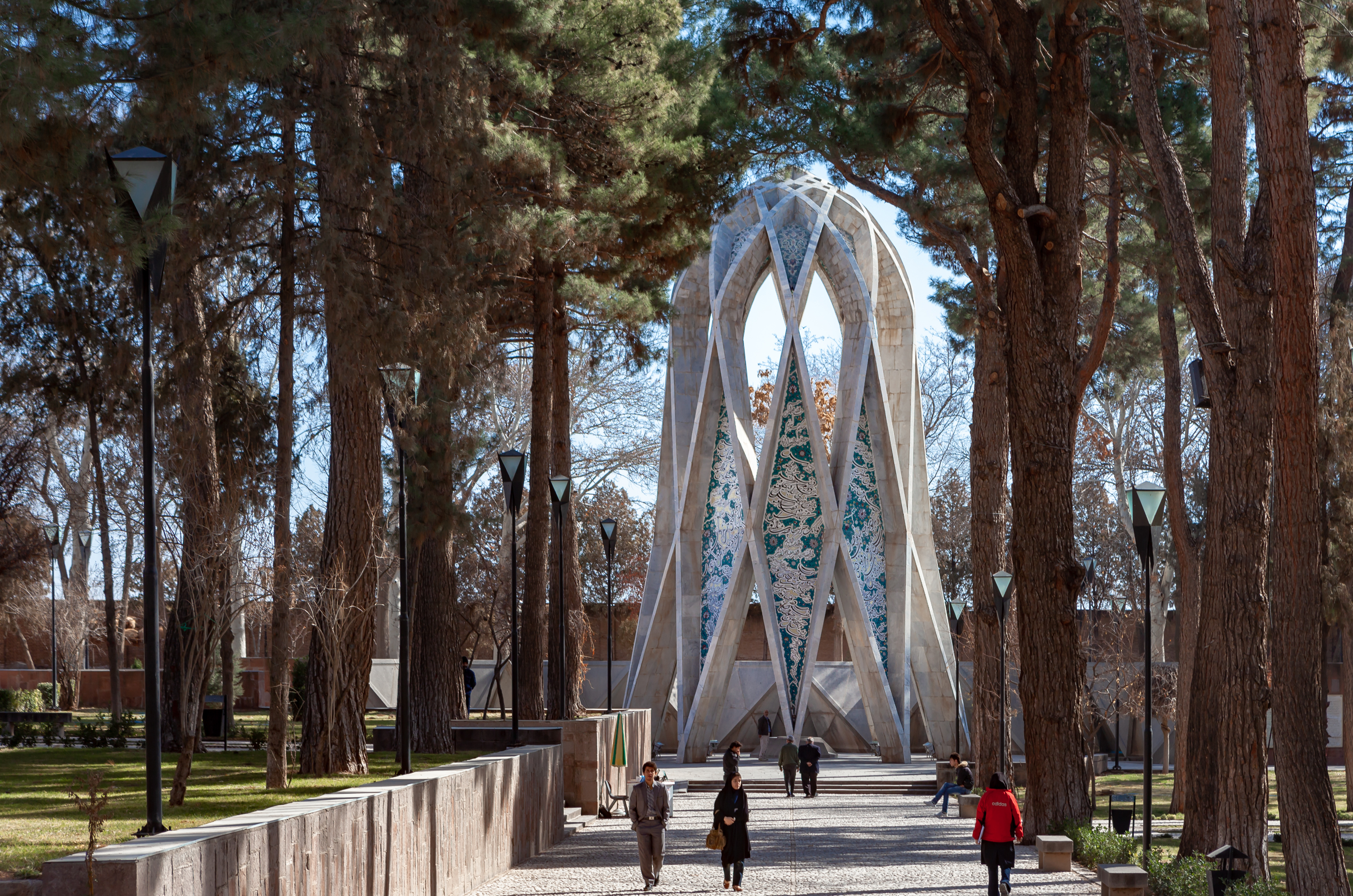
آرامگاه خیام
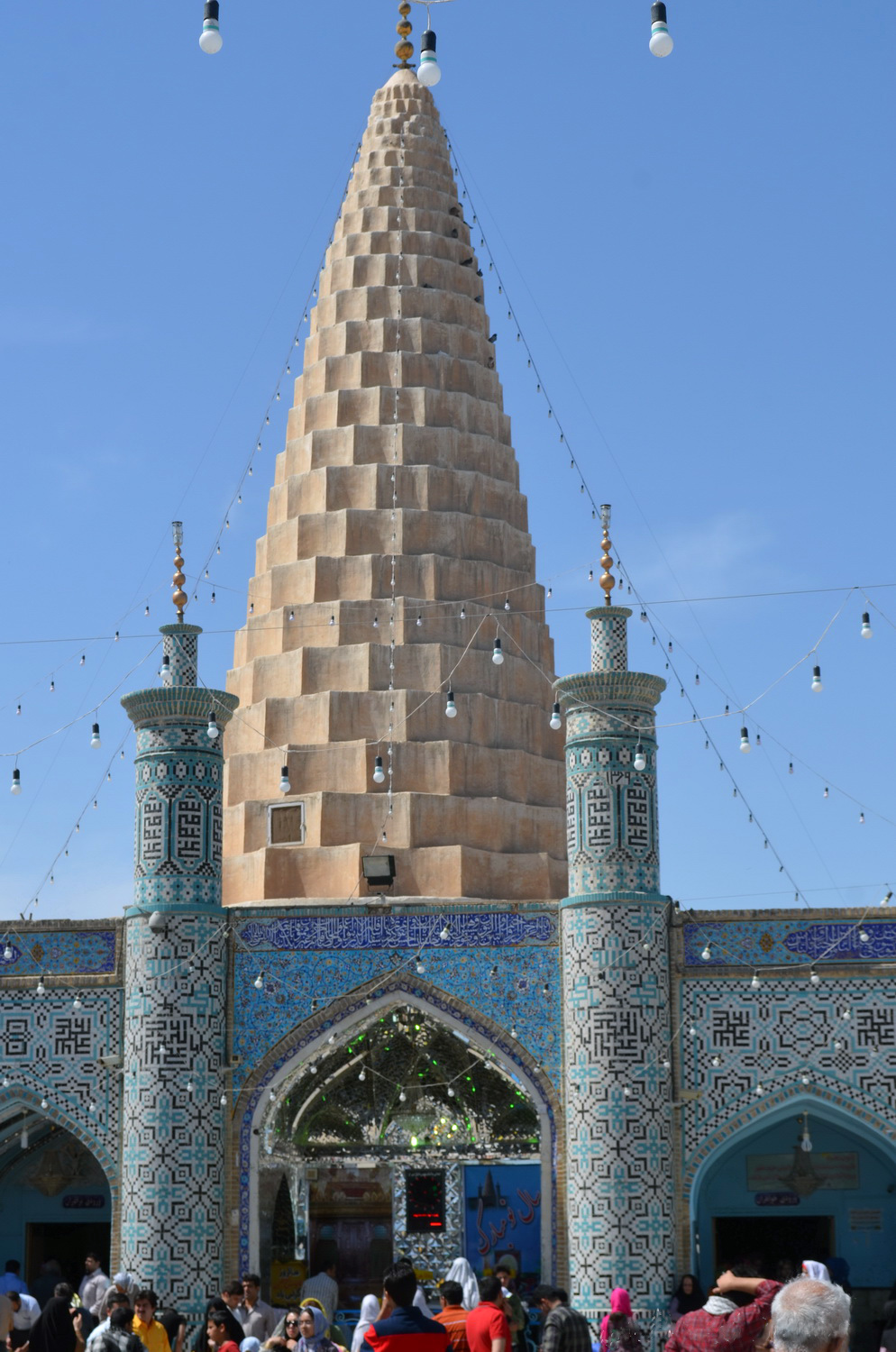
آرامگاه دانیال نبی
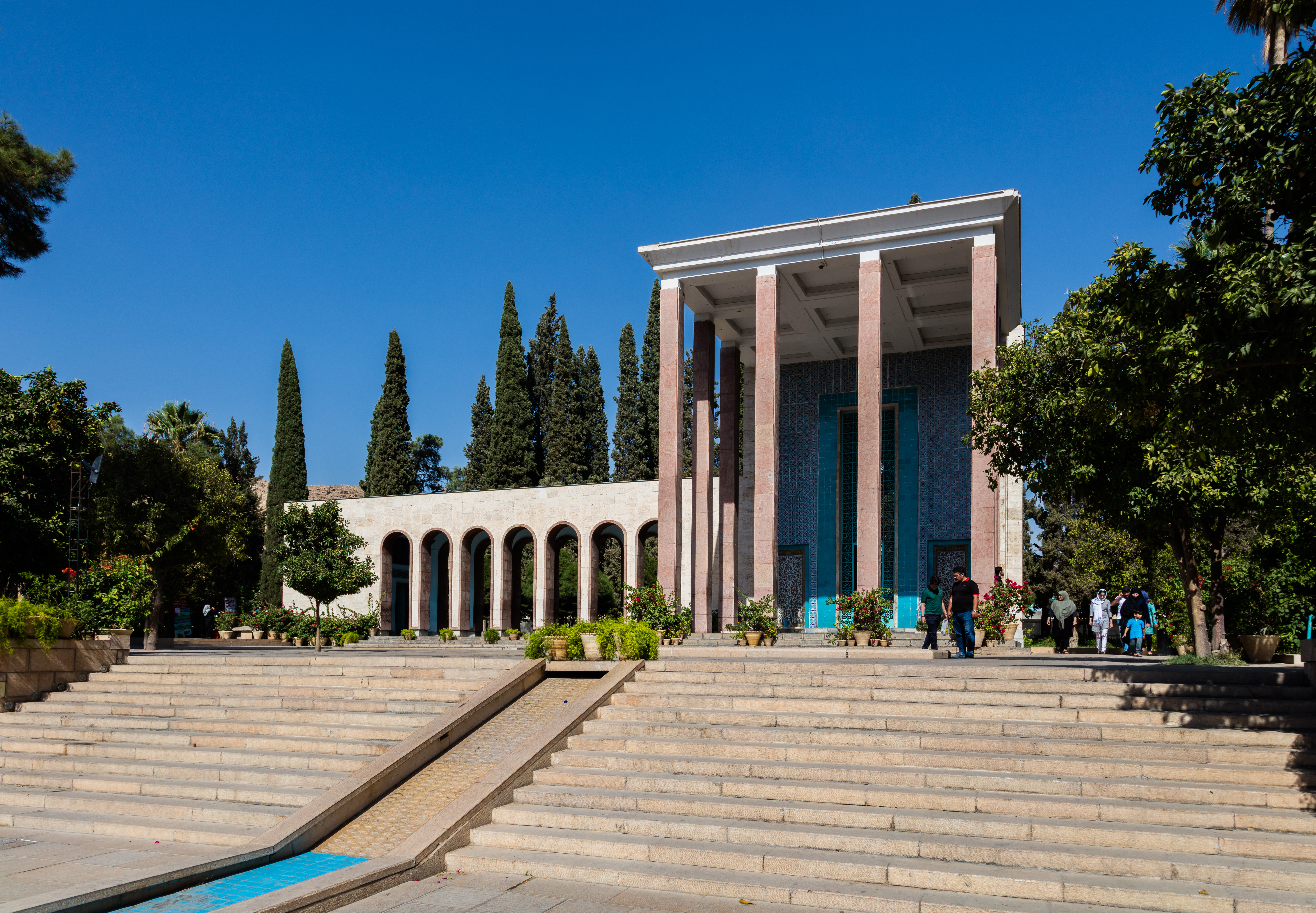
آرامگاه سعدی
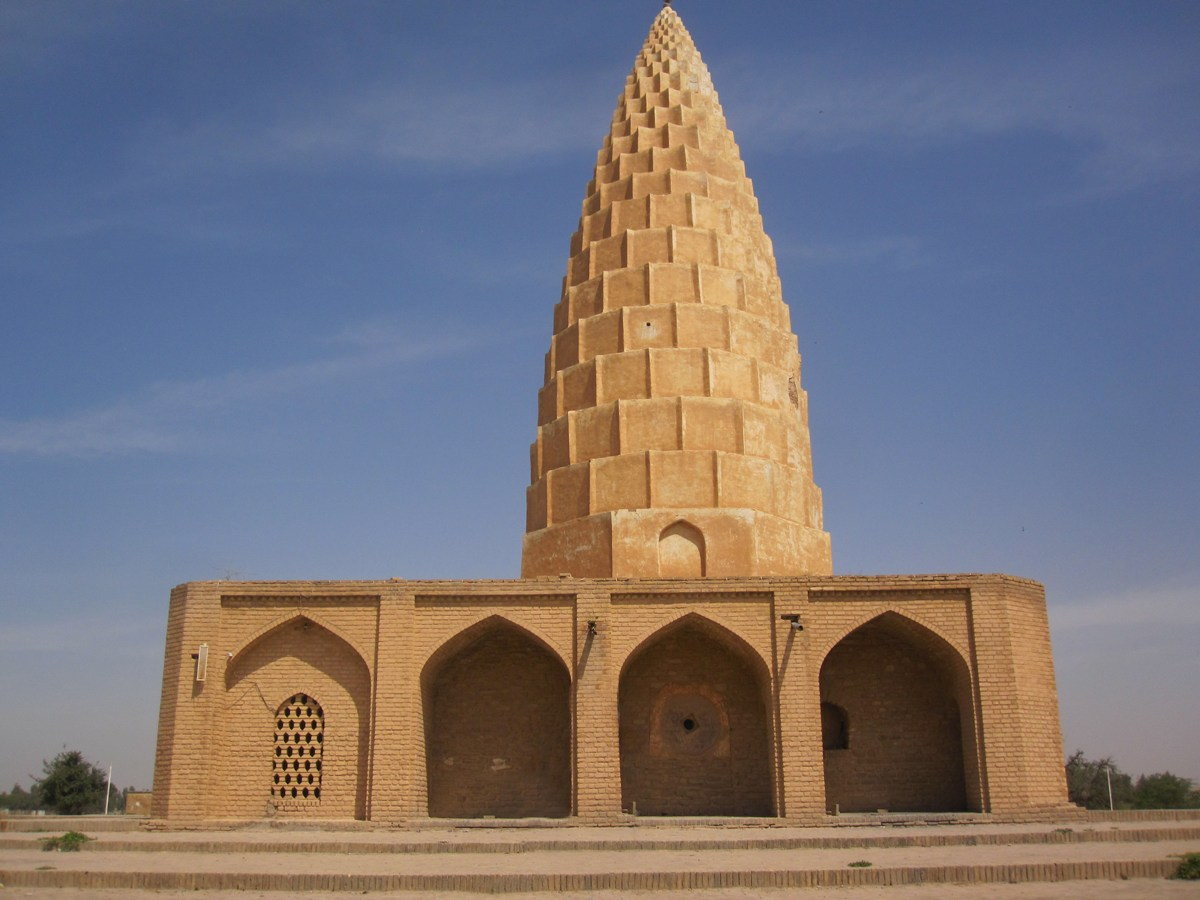
آرامگاه یعقوب لیث
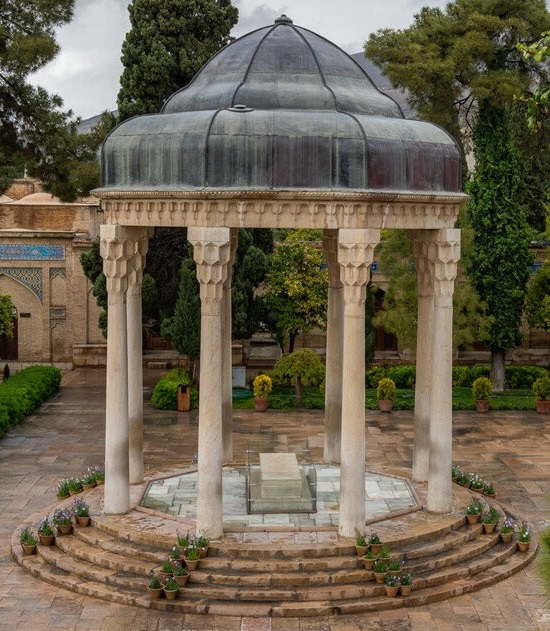
آرامگاه حافظ
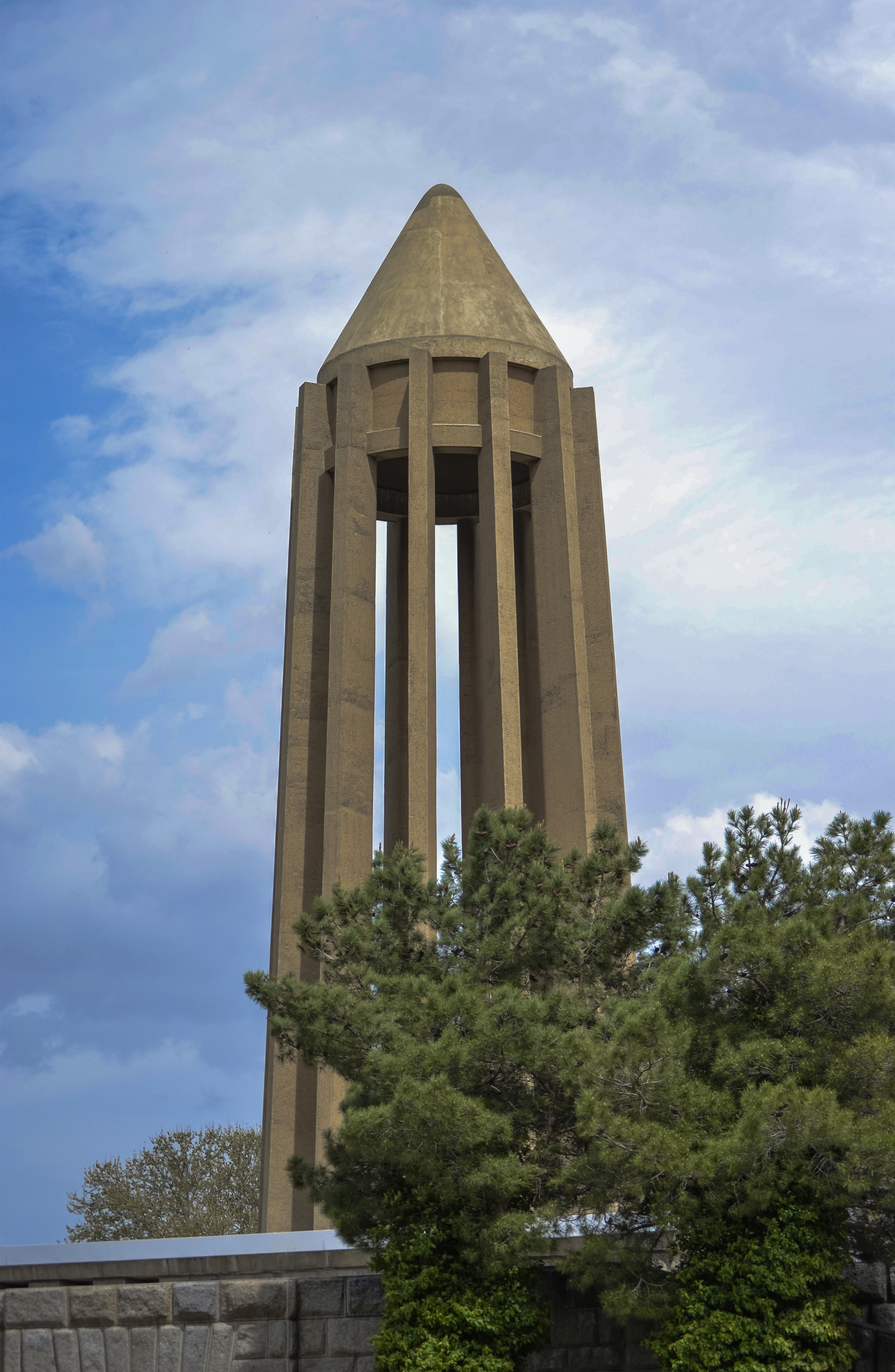
آرامگاه بوعلی سینا